# Gołożer

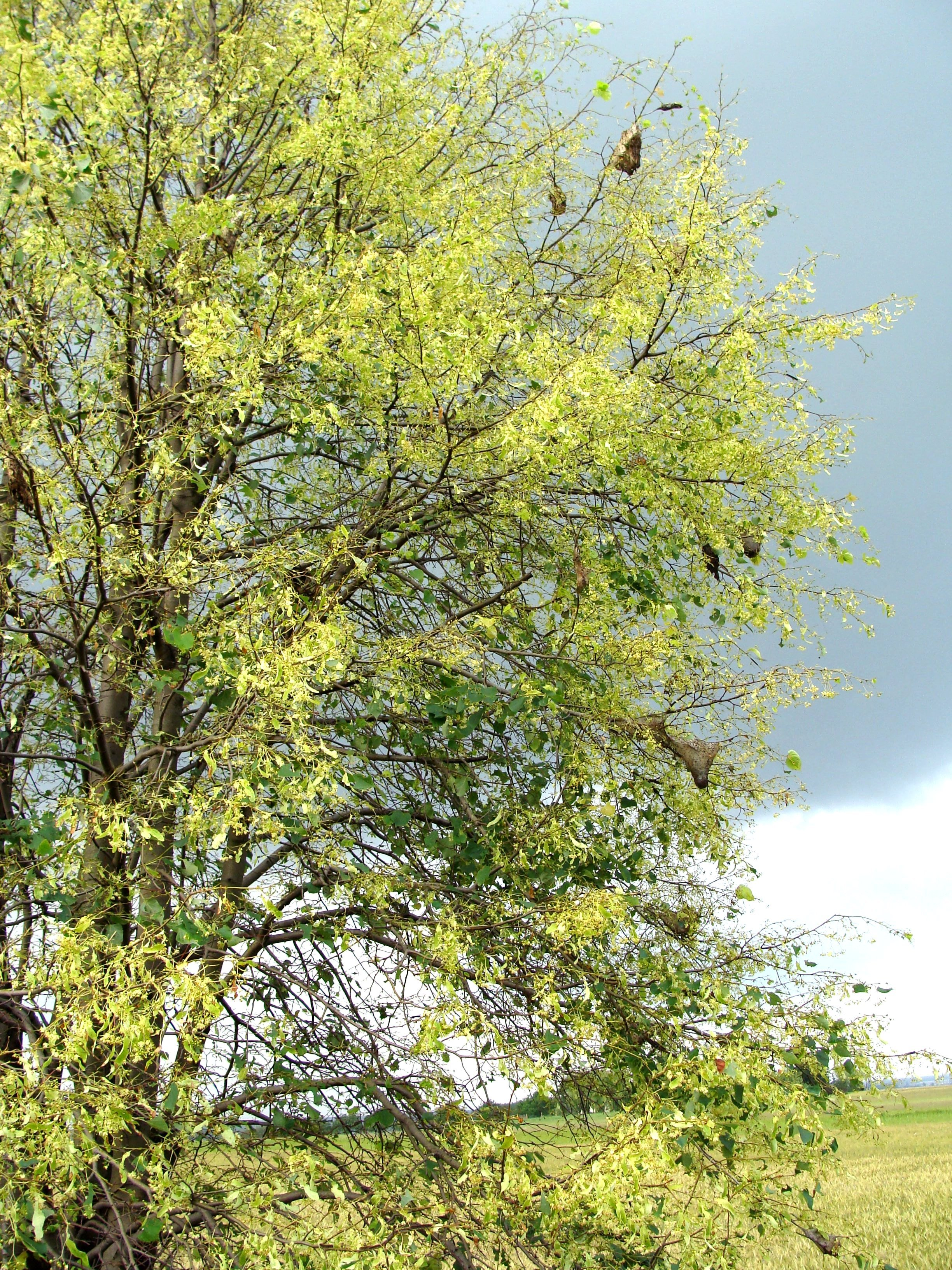
Kilka samic wybrało to drzewo do złożenia jaj - widać zbrązowiałe oprzędy chroniące młode osobniki zaraz po wyjściu z jaj. Lipa jest bez liści, ale kwitnie.

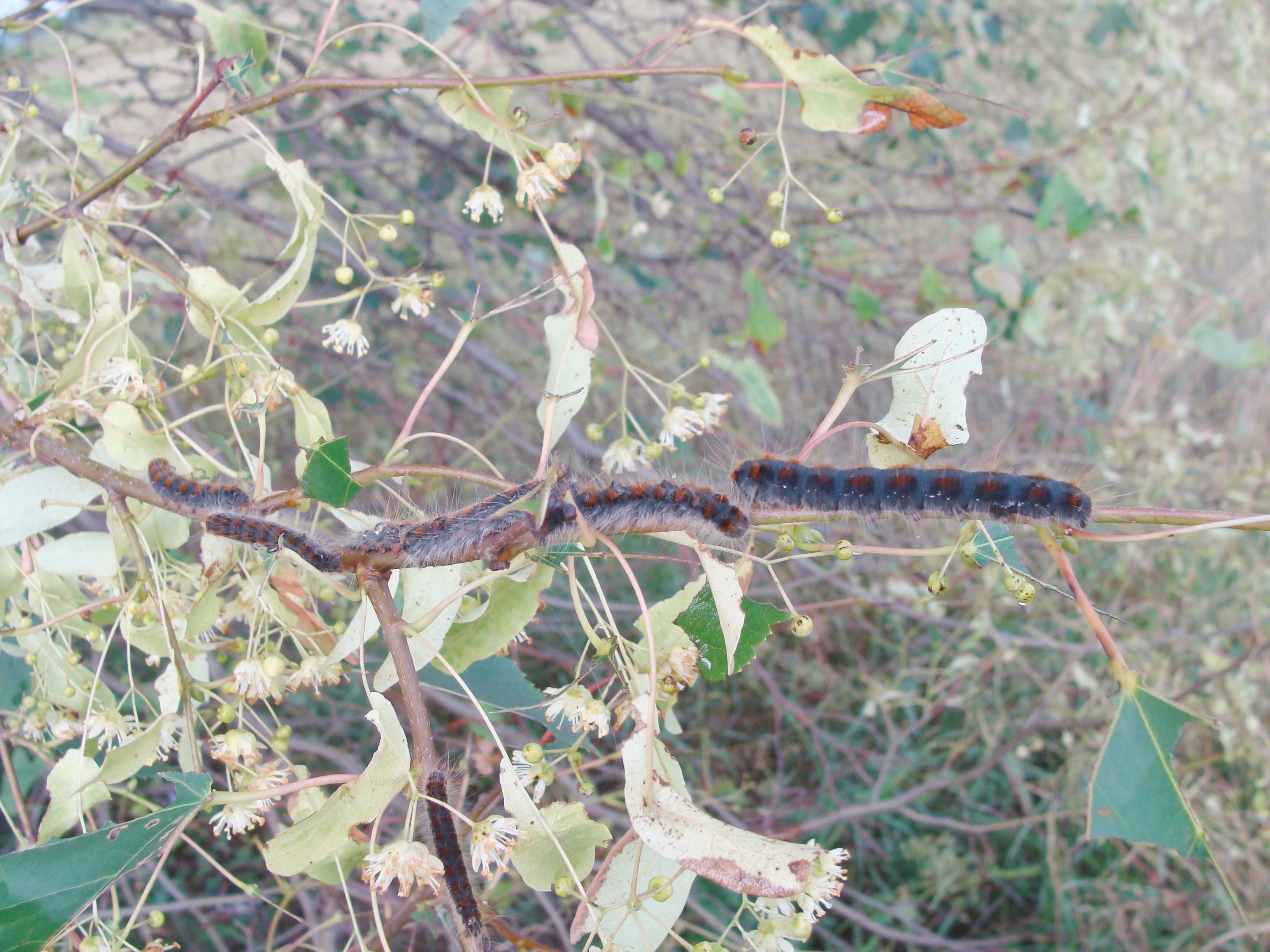
Żerujące na lipie gąsienice motyla

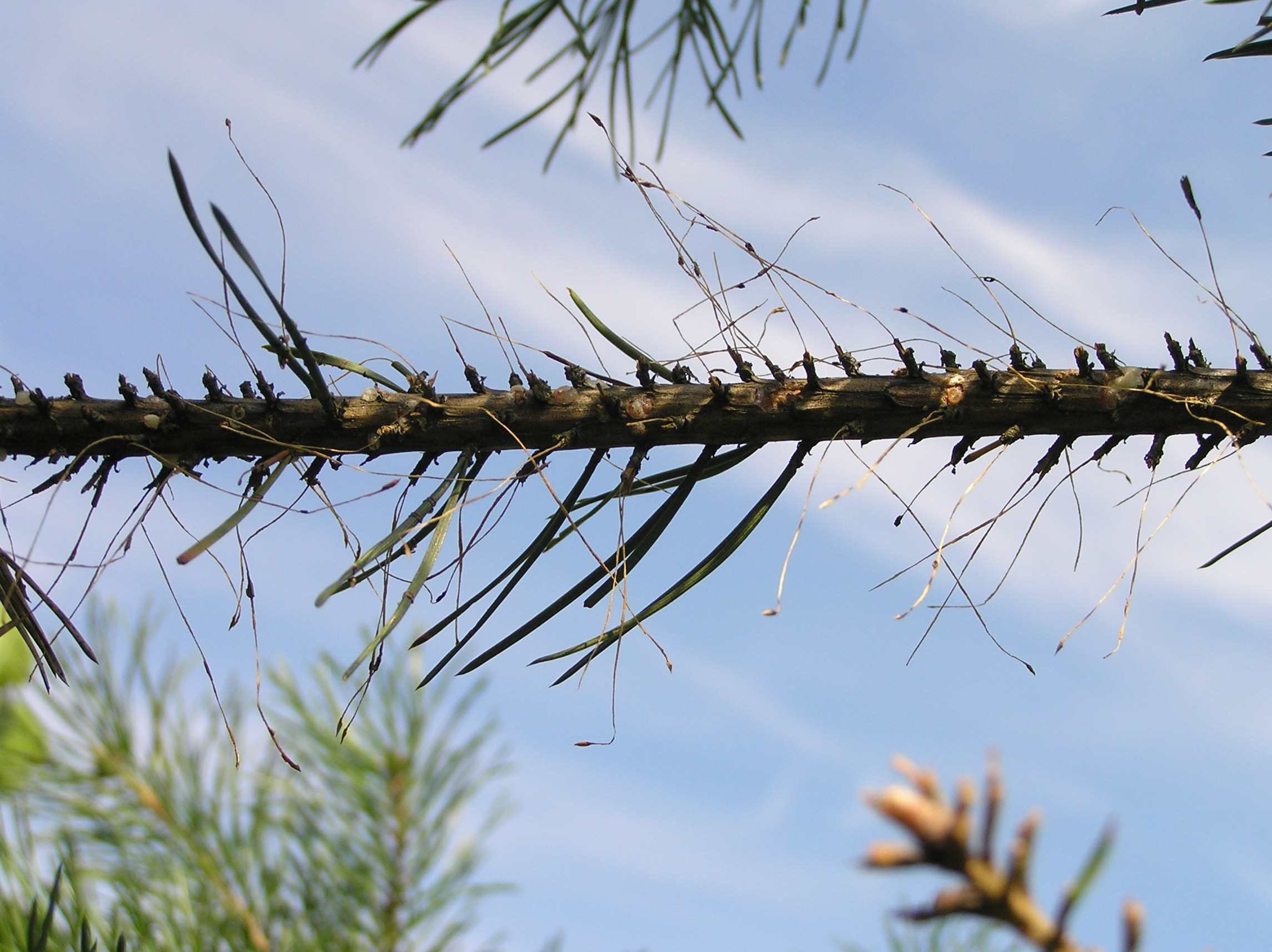
Gołożer gałęzi sosny

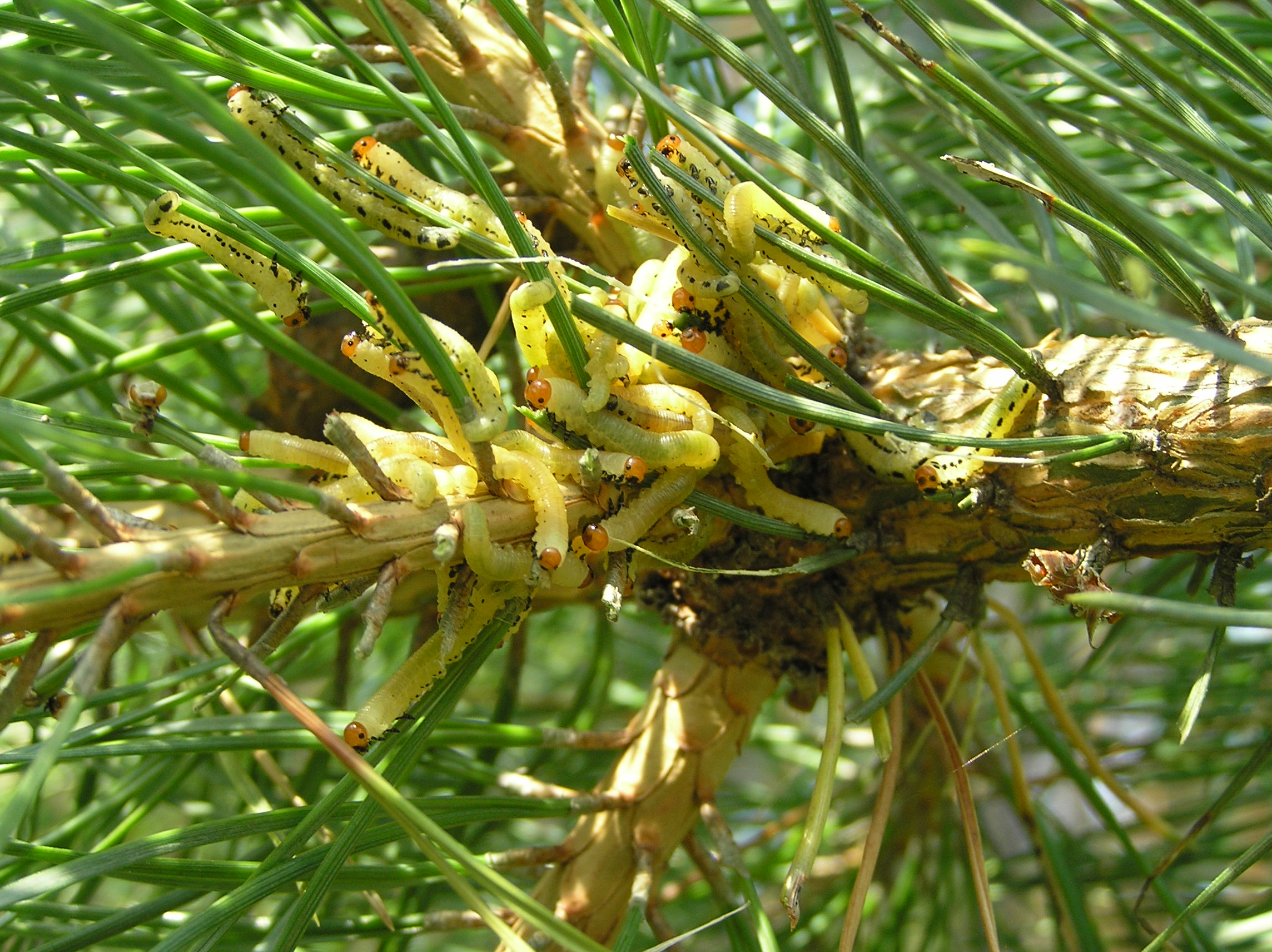
Sprawca gołożeru, borecznik sosnowiec

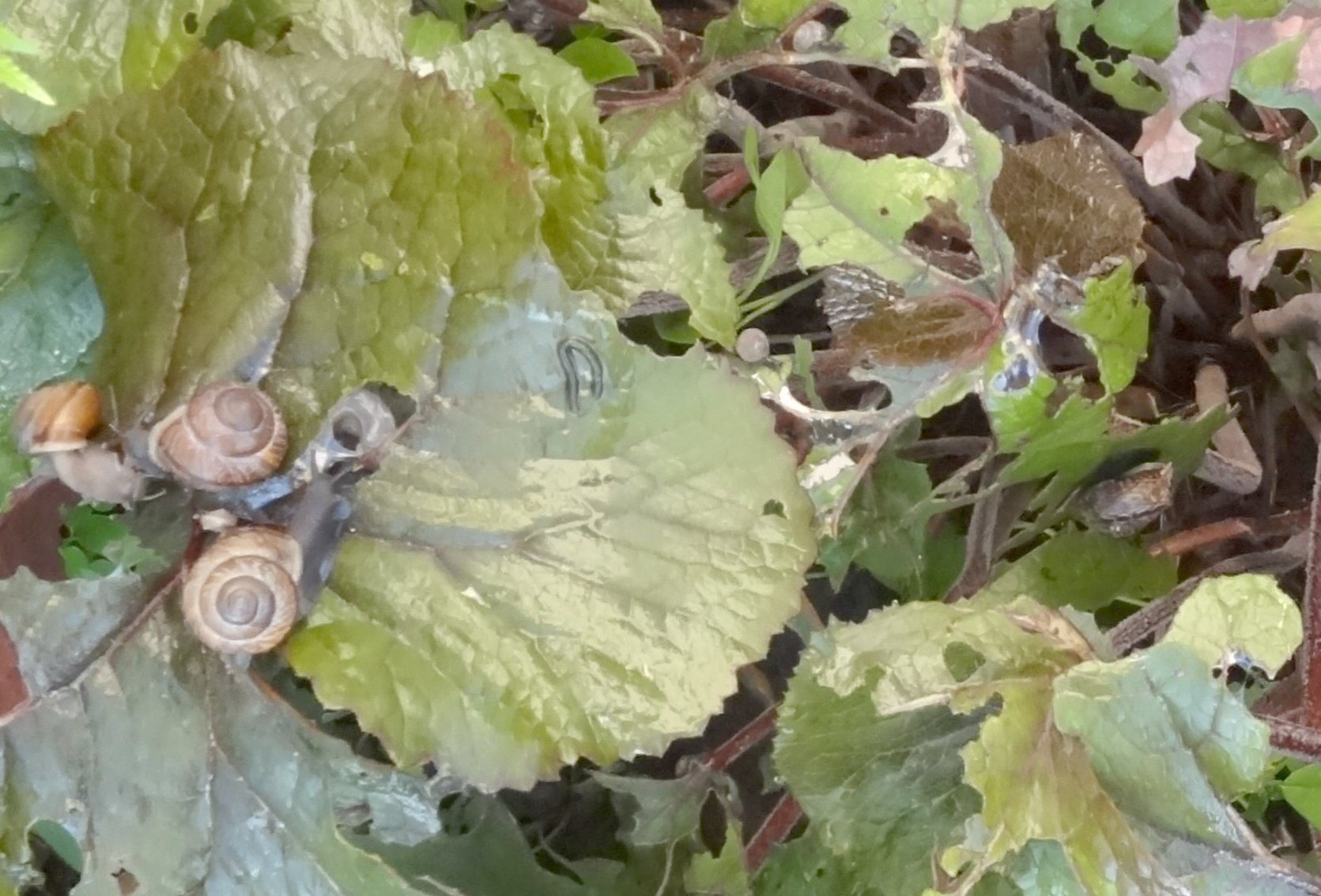
Gołożer spowodowany przez ślimaka zaroślowego

Gołożer - całkowite lub prawie całkowite pozbawienie roślin liści przez odżywiające się nimi organizmy. Gołożery zazwyczaj wywołują larwy owadów licznie występujących i składających jaja w dużych ilościach w jednym miejscu. Najczęściej są to larwy chrząszczy np. stonki ziemniaczanej, motyli np. brudnicy mniszki lub rośliniarek np. gnatarza rzepakowca. Larwy wszystkich tych owadów występują licznie, są żarłoczne i wyposażone w gryzący aparat gębowy. Gołożery są najbardziej widoczne i dokuczliwe w przypadku roślin uprawnych. Rośliny pozbawione liści plonują słabo albo wcale, co powoduje określone skutki ekonomiczne dla osób je uprawiających. Larwy pierścienicy nadrzewki często powodują gołożery miejscowe - objadają z liści jedną lub kilka najbliższych gałęzi drzewa. Środkiem zaradczym przeciw gołożerom są odpowiednia agrotechnika i przeprowadzone w porę zwalczanie postaci szkodzącej. Niektóre gołożery wynikają ze szczególnie sprzyjających warunków i mają charakter losowy. Przy słabym wzroście rośliny, nawet mała ilość osobników objadających może okazać się wystarczająca do spowodowania gołożeru. W sprzyjających warunkach, np. na sałacie gołożerów mogą dokonywać niektóre gatunki ślimaków np. ślimak zaroślowy.